# قزم أزرق (مرحلة للقزم الأحمر)

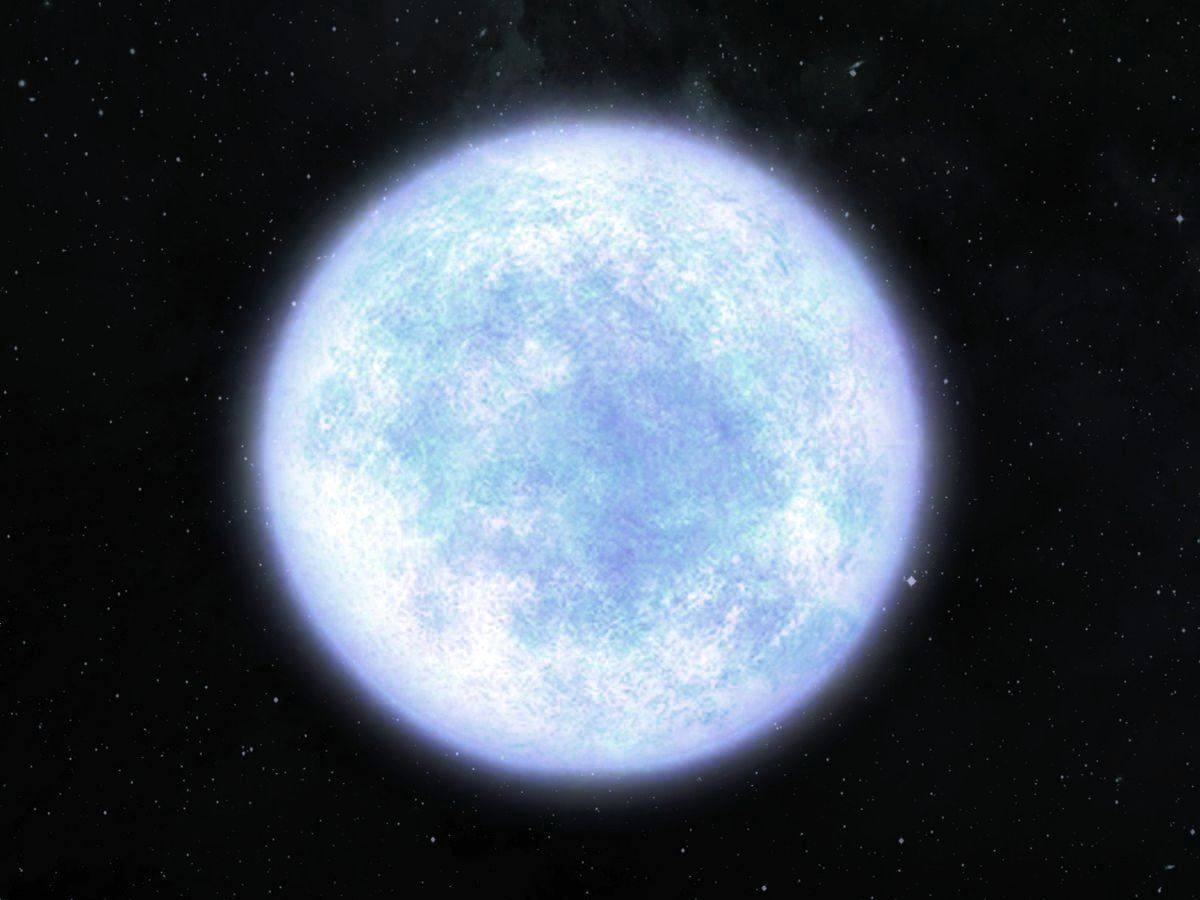

القزم الواقد أو القزم الأزرق هو نجم تتنبأ به نظريات علماء الفلك، ويتكون بعد مليارات السنين من تطور النجوم المعروفة بالأقزام الحمراء. ويتكون القزم الواقد حين يزداد معدل إشعاع القزم البارد للحرارة والضوء، ويصبح سطحه أزرق اللون، بحسب النظريات التي لا نستطيع اختبارها نظرًا لأن الفترة التي تحتاجها الأقزام الباردة للتحول إلى أقزام واقدة لا تزال أطول من عُمر الكون الحالي الذي لا يتجاوز 13،7 مليار سنة.